# ژان-پیر پوچیونی
ژان-پیر پوچیونی (به فرانسوی: Jean-Pierre Poccioni) نویسنده قرن بیستم میلادی اهل فرانسه است.